# Polling im Innkreis
Polling im Innkreis je obec v okrese Braunau v rakouské spolkové zemi Horní Rakousy.

## Geografie
Polling leží v oblasti Innviertel. Přibližně 10 % území obce tvoří lesy a 86 % zemědělská půda.